# Les Contes d'Hoffmann (film, 1951)
Pour les articles homonymes, voir Les Contes d'Hoffmann et Les Contes d'Hoffmann (film).
Pour plus de détails, voir Fiche technique et Distribution.
Les Contes d'Hoffmann (The Tales of Hoffmann) est un film britannique réalisé par Michael Powell et Emeric Pressburger et sorti en 1951. Il est inspiré de l'opéra-homonyme de Jacques Offenbach créé en 1881.

## Synopsis
Dans un cabaret, assis à une table en attendant Stella, la jeune ballerine qu'il aime, Hoffmann raconte à ses amis ses malheureuses amours passées. Il aima trois femmes, Olympia, Giulietta et Antonia. Olympia était une ravissante poupée animée par l'artisan magicien Coppelius, qui détruisit son œuvre par cupidité. À Venise, Hoffmann fit la connaissance de Giulietta, une courtisane qui voulait lui ravir son âme. Il aima enfin Antonia qui était tuberculeuse et qui mourut d'avoir trop chanté. En fait, ces trois femmes n'étaient que les trois facettes d'un même être : l’Éternel Féminin, la femme que tout homme recherche. Et l'homme doit accepter chacune d'elles, sinon le bonheur lui sera refusé. Hoffmann comprend sa méprise et s'enivre. Stella vient enfin au rendez-vous. Mais déçue par l'attitude d'Hoffmann, elle part au bras de Lindorf, un personnage corrompu qui était, dans les trois contes, le rival direct d'Hoffmann…

## Fiche technique
- Titre original : The Tales of Hoffmann
- Titre français : Les Contes d'Hoffmann
- Réalisation : Michael Powell, Emeric Pressburger
- Scénario : Michael Powell, Emeric Pressburger, d'après l'opéra-homonyme de Jacques Offenbach tiré des contes d'E.T.A. Hoffmann
- Livret : Dennis Arundell d'après le texte français de Jules Barbier
- Direction artistique : Arthur Lawson
- Décors : Hein Heckroth
- Costumes : Hein Heckroth
- Photographie : Christopher Challis
- Son : Ted Drake, John Cox
- Montage : Reginald Mills
- Musique : Jacques Offenbach
- Production : Michael Powell, Emeric Pressburger
- Sociétés de production : The Archers, British Lion Film Corporation, Lopert Films
- Sociétés de distribution :
  -  Royaume-Uni : British Lion Film Corporation
  -  France : Cinédis, Filmsonor
- Pays d'origine :  Royaume-Uni
- Langue originale : anglais
- Format : couleur (Technicolor) — 35 mm — 1,37:1 — son Mono (Western Electric Recording)
- Genre : Drame
- Durée : 128 minutes
- Dates de sortie : 
  -  États-Unis : 4 avril 1951
  -  France : 22 juin 1951
  -  Royaume-Uni : 26 novembre 1951
- Affiche : Gilbert Allard (France)

## Distribution
- Moira Shearer : Stella / Olympia
- Ludmila Tcherina : Giulietta
- Ann Ayars : Antonia
- Robert Rounseville : Hoffmann
- Robert Helpmann : Lindorf / Coppelius / Dapertutto / Dr. Miracle
- Pamela Brown : Nicklaus
- Léonide Massine : Spalanzani / Schlemil / Franz
- Mogens Wieth : Crespel
- Frederick Ashton : Kleinsach / Cochenille
- Lionel Harris : Pitichinaccio
- Philip Leaver : Andreas
- Meinhart Maur : Luther

- Chanteurs: Robert Rounseville,  Monica Sinclair,  Margherita Grandi,  Dorothy Bond,  Owen Brannigan,  Grahame Clifford,  Murray Dickie
- Chef d'orchestre: Thomas Beecham
- Orchestre: The Royal Philharmonic Orchestra
- Chœurs: The Sadler's Wells Chorus

## Distinctions

### Récompenses
- 1951
  - Festival de Berlin : Ours d'argent dans la catégorie Film musical
  - Festival de Cannes : Prix spécial pour la transposition d'une œuvre musicale au cinéma[1]

### Nominations
- 1952 : Oscars du cinéma : nomination de Hein Heckroth pour les oscars du meilleur décor (catégorie films en couleurs) et des meilleurs costumes (catégorie films en couleurs)

## Postérité
Le film est cité dans Tetro (2009) de Francis Ford Coppola : séquence où la danseuse-chanteuse-automate Olympia est démantibulée par ses « créateurs », l'opticien Coppelius et le physicien Spalanzani.